# PSO167-13
PSO167-13 — квазар, сформировавшийся через 850 миллионов лет после Большого взрыва. Это самый далёкий скрытый квазар, из когда-либо открытых по состоянию на 2019 год. Квазар был открыт при помощи рентгеновской космической обсерватории «Чандра».